# Taikinamäki
Taikinamäki est le quartier numéro 6 et une zone statistique de Lappeenranta Finlande,.

## Présentation
Le quartier abrite notamment l'Arboretum, le château d'eau, le lycée de Kimpinen et la bibliothèque municipale et l'église mormone,.